# Ivrea
Ivrea es una ciudad italiana de la región del Piamonte, ubicada en el centro de un anfiteatro vasto de morrenas. El centro histórico está enrocado en un cerro en la orilla izquierda de la Dora Baltea. Fue fundada con el nombre de Eporedia por los romanos en el año 100 a. C. y adquirió una gran importancia durante el Medievo.

## Patrimonio

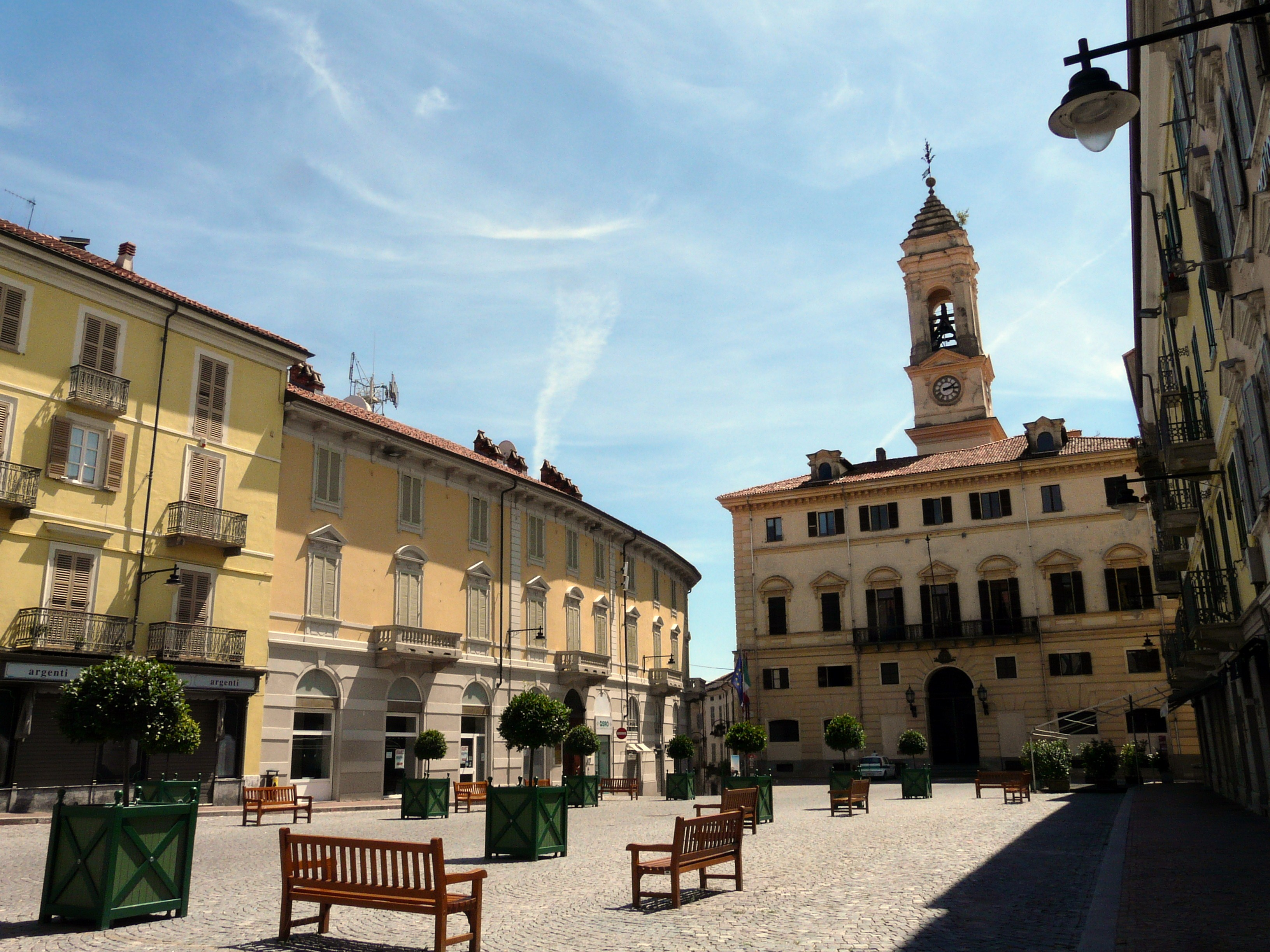
Plaza de la ciudad

Entre los edificios de interés figura la catedral situada en la plaza homónima. Fue reedificada en el siglo X y radicalmente modificada hacia mediados del siglo XVIII. De la estructura de origen han quedado el crucero octagonal y los dos campanarios ábsidales. En el interior se conservan lienzos de Defendente Ferrari y el retablo de Claudio Francesco Beaumont. En la cripta románica están presentes restos de pinturas al fresco de los siglos XII y XIII. En la plaza Duomo también se levanta la iglesia de San Nicolás de Tolentino que fue edificada entre los años 1605 y 1627. En el interior se conservan pinturas al fresco de 1685, sillerías lignarias talladas y una tabla de Defendente Ferrari.
Desde la plaza se recorre la calle Varmondo Arborio hacia el Seminario realizado según el proyecto de Filippo Juvarra entre 1715 y 1746. En el patio interior, debajo del pórtico, se encuentra un suelo de mosaico, pertenecientes a la estructura antigua de la catedral.

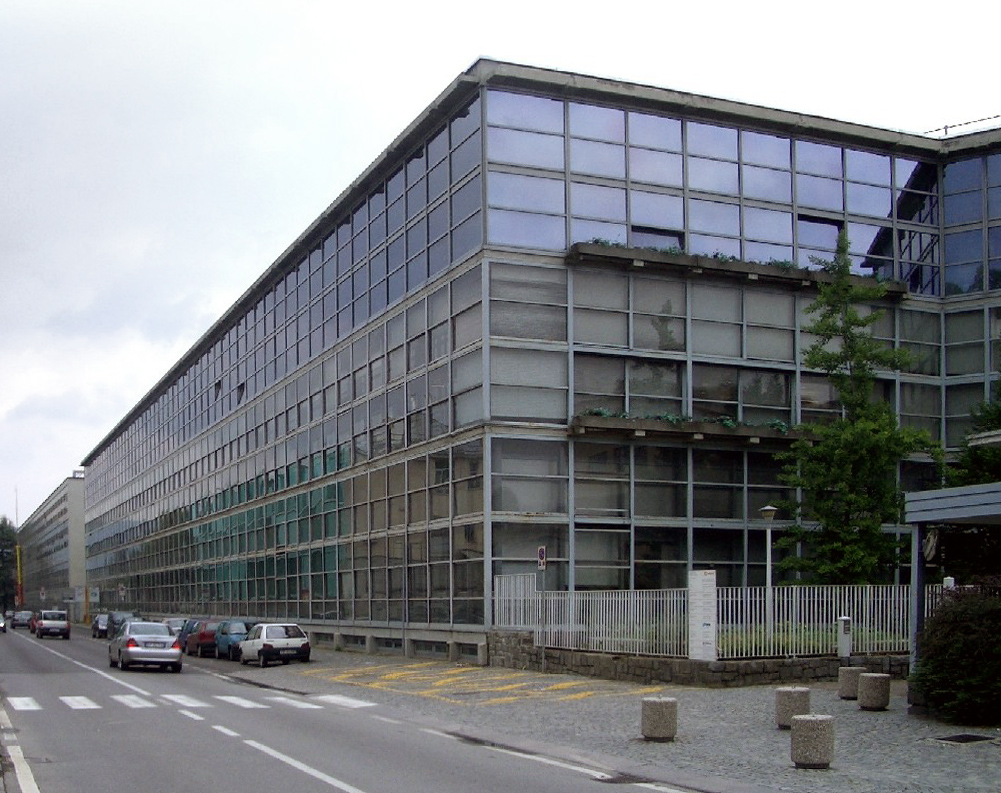
Edificio de Olivetti. En 2018 la Unesco declaró el Conjunto industrial del en Ivrea como Patrimonio de la Humanidad.

Detrás de la catedral se levanta el castillo de Ivrea, con tres torres y construido con ladrillos de planta cuadrada con torres angulares cilíndricas. Fue erigido por orden de 1357 de Amadeo VI de Saboya. En 1676 un relámpago destruyó una de las cuatro torres originales que era utilizada como polvorín.
La iglesia de San Bernardino, unida a un convento, fue edificada en 1455. En el interior se conserva un valioso ciclo de pinturas al fresco, que representa la vida de Jesús, realizado por Giovanni Martino Spanzotti hacia el siglo XVI. A poca distancia de la zona habitada se encuentran los restos de un anfiteatro romano.
Lista de edificios
- Duomo de Ivrea, catedral de la diócesis de Ivrea
- Castillo de Ivrea
- Complejo Olivetti
- Palazzo di Città
- Villa Ravera
- Palacio Ravera
- Villa Botalla
- Villa Chiampo
- Ponte Vecchio
- Ponte Nuovo
- Pasarela Natale Capellaro
- Torre de los Tallianti
- Torre de San Esteban
- Iglesia de San Udalrico

## Demografía
| Gráfica de evolución demográfica de Ivrea entre 1861 y 2001 |
|                                                             |
| fuente ISTAT - elaboración gráfica por Wikipedia            |